# Eryngium paniculatum
Eryngium paniculatum és una espècie de planta herbàcia i perenne de la família de les Apiàcies, endèmica de Xile i Argentina que se la pot trobar en sòls degradats, secs, a ple sol als pendents, llocs rocosos o planures.

## Descripció
És una planta espinosa de tija erecte i molt ramificata que pot créixer fins a uns 240 cm d'alçada, amb arrels rizomatoses molt llargues, podent arribar a mesurar fins a 5 m. Les fulles basals són arrosetades i persistents. Les tiges són erectes amb fulles caulinars de menor longitud que les basals; extrem floral en cimes, amb capítols ovoides i pedunculats. El seu fruit és un aqueni. Es propaga tant per llavors com per rizomes.
És una planta amb un vigorós sistema radicular rizomatós que li permet suportar tota mena de situacions adverses, entre d'altres: focs i fortes gelades que assequen la part aèria i posteriorment rebroten amb més vigor.
Vegeten fortament a la tardor-hivern, floreixen a finals de primavera i començament de l'estiu emetent les tiges (vares) en plena primavera (austral: finals d'octubre).
Produeixen gran quantitat de llavors, de fàcil disseminació.

## Usos
No es conrea, ans al contrari, se la combat per ser summament agressiva en lots destinats al pasturatge o la producció de farratge. A més, a l'herbolària tradicional se li atribueixen propietats diürètiques i cicatritzants, les seves fulles tendres i la seva arrel es poden consumir en amanides i quan s'asseca pot usar-se com adorn.

### Importància econòmica
Pel seu agressiu caràcter invasor, aquesta espècie necessita especial atenció. És una limitant important per a la producció ramadera, disminuint la seva capacitat receptiva en lots envaïts i, en casos extrems, d'alta densitat (100% de cobertura), inutilitzant absolutament l'àrea. Al bestiar boví normalment no li ve de gust, excepte sota pressió de fam.

### Control biològic
Té alguns enemics naturals: insectes i aràcnids, però no ocasionen danys de gran importància sobre la mala herba. No són tinguts en compte.
Es pot utilitzar el bestiar boví, amb alta càrrega instantània, en lots de maneig amb filat elèctric, amb molt bons efectes, ja que aquesta alta càrrega de pasturatge obliga a menjar E. paniculatum.

### Control preventiu
En lots amb poc E. paniculatum, o just quan comença a aparèixer la mala herba, és convenient intentar eliminar l'espècie, impedint com a mínim la seva floració/fructificació, com a manera d'aturar la seva dispersió. Pot consistir també en tractaments químics localitzats, individuals, adequats per a situacions de baixa densitat de plantes o inicis de la infestació.

## Taxonomia
Eryngium paniculatum va ser descrita per Cav. i Dombey ex F.Delaroche i publicada a Eryngiorum nec non Generis Novi Alepideae Historia 59, tlb. 26. 1808.

### Etimologia
- Eryngium: nom genèric que probablement fa referència a la paraula que recorda l'eriçó: "Erinaceus" (especialment des del grec "erungion" = "ción"), tot i que també podria derivar d'"eruma" (= protecció), en referència a les espinoses fulles de les plantes d'aquest tipus.
- paniculatum: epítet llatí que significa "amb panícula".[2]

### Sinonímia
- Eryngium paniculatum var. atrocephalum Kuntze
- Eryngium paniculatum var. chilense DC.
- Eryngium paniculatum f. junior Urb.
- Eryngium paniculatum var. litorale G.Kunkel
- Eryngium subulatum Vell.[3]

## Galeria

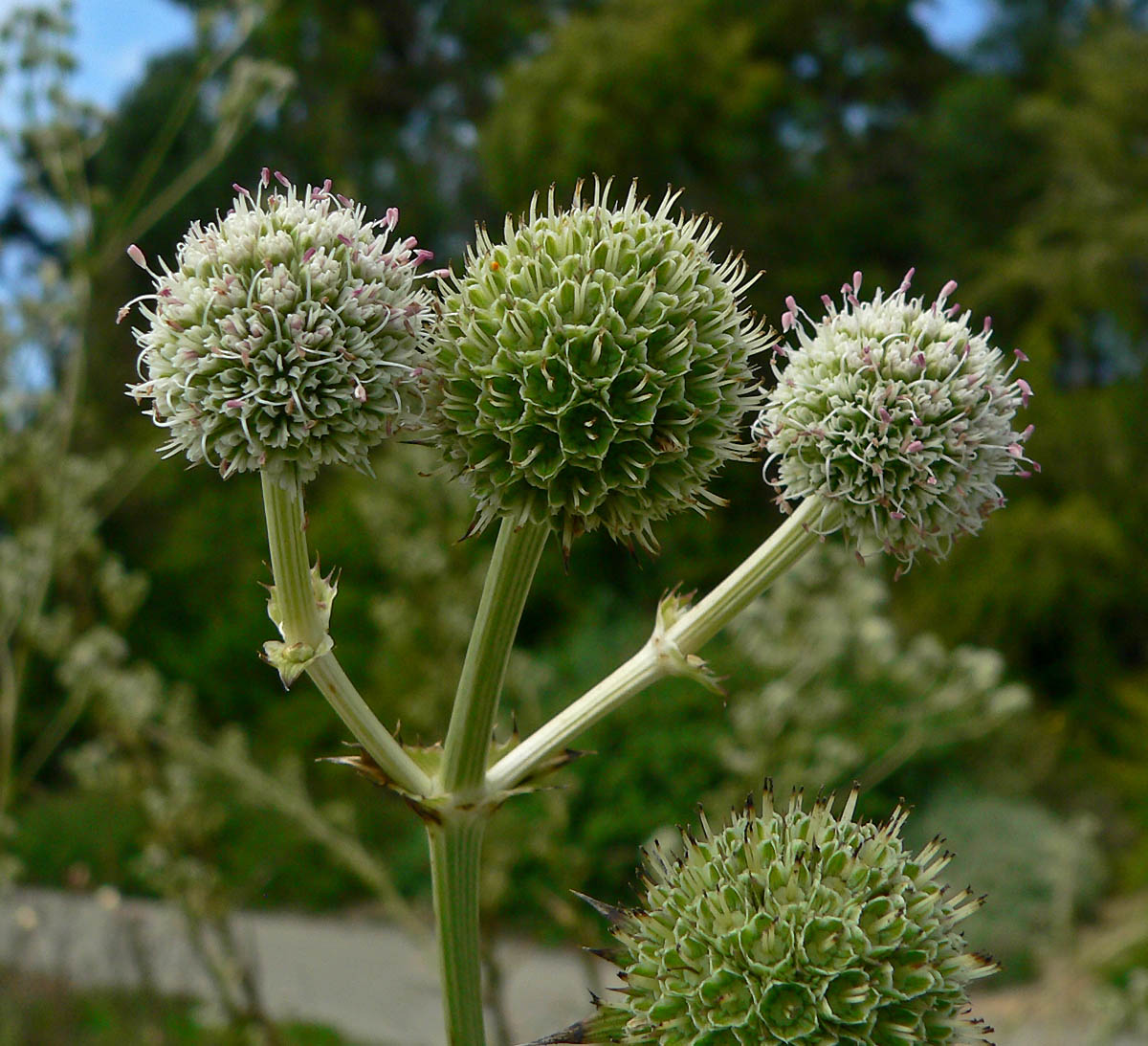
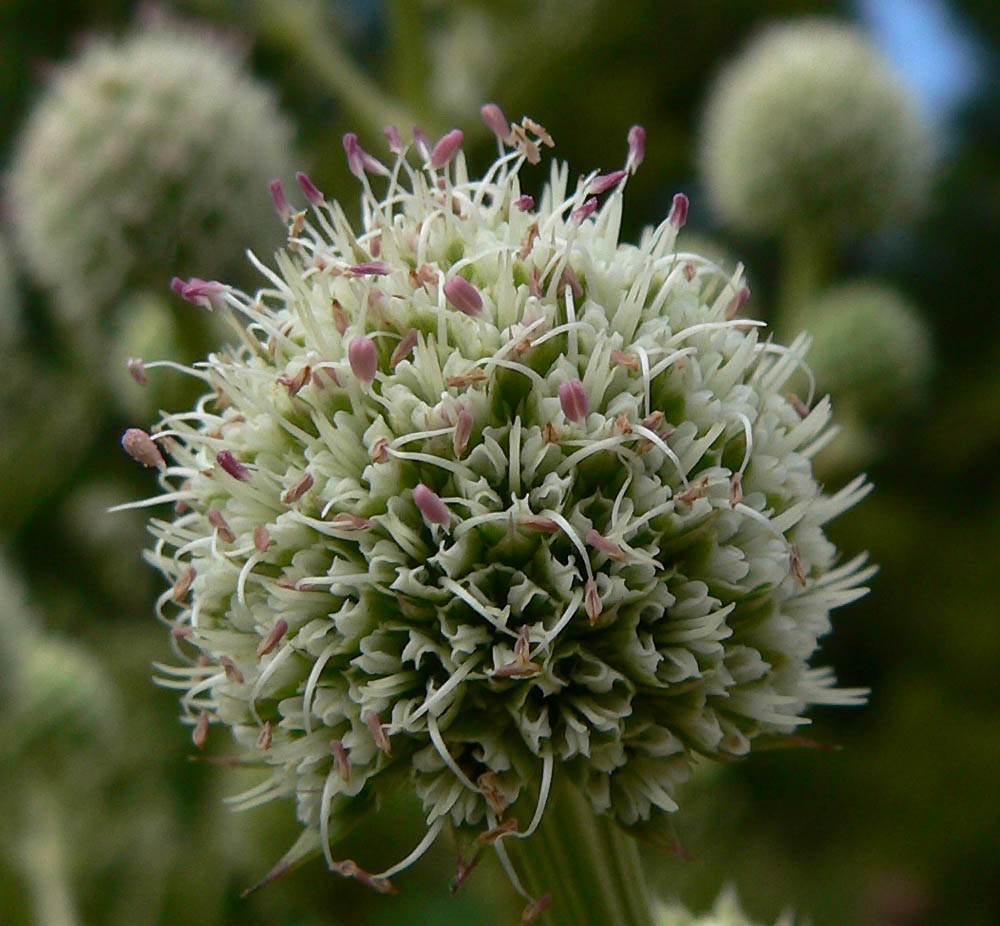
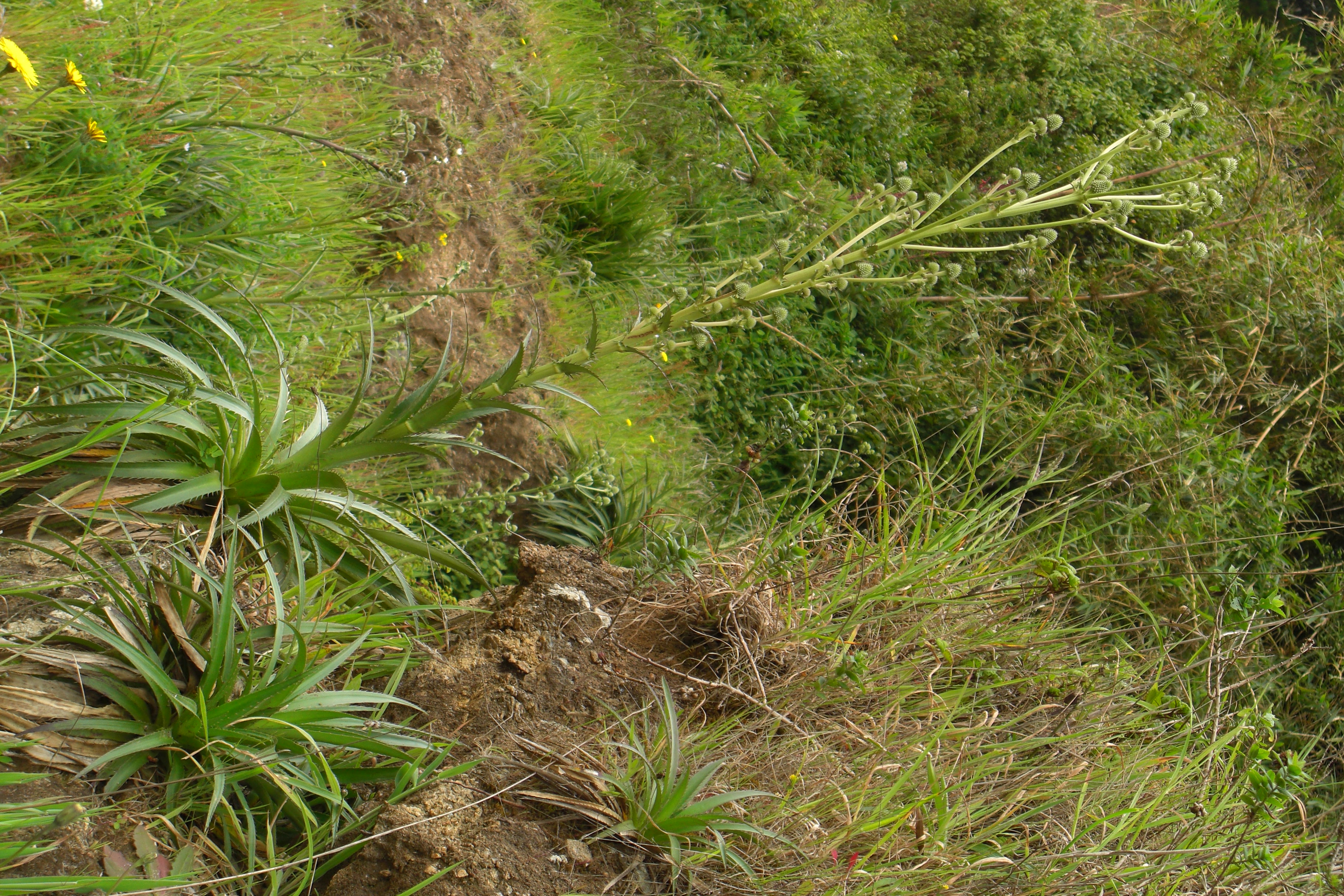
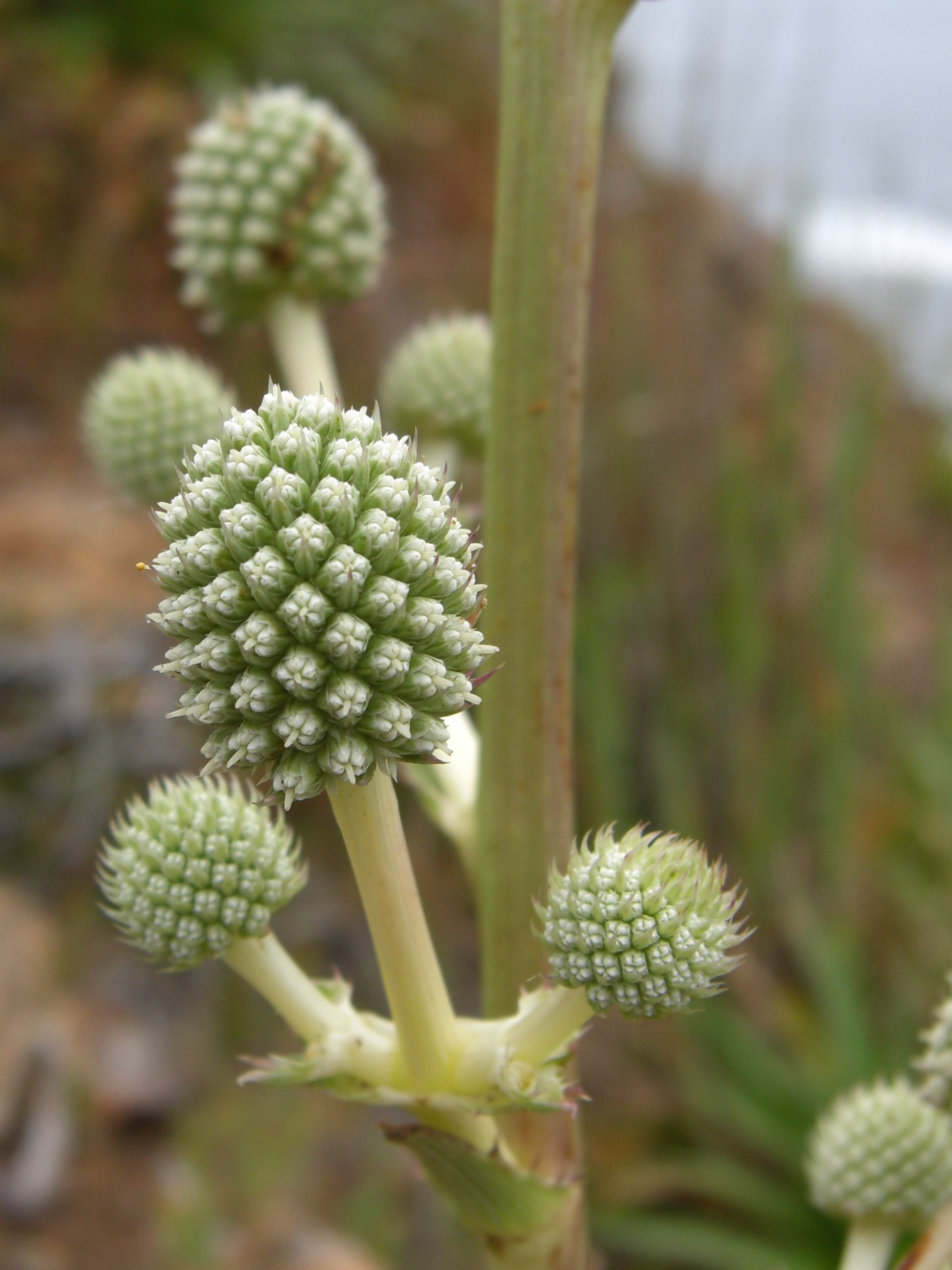
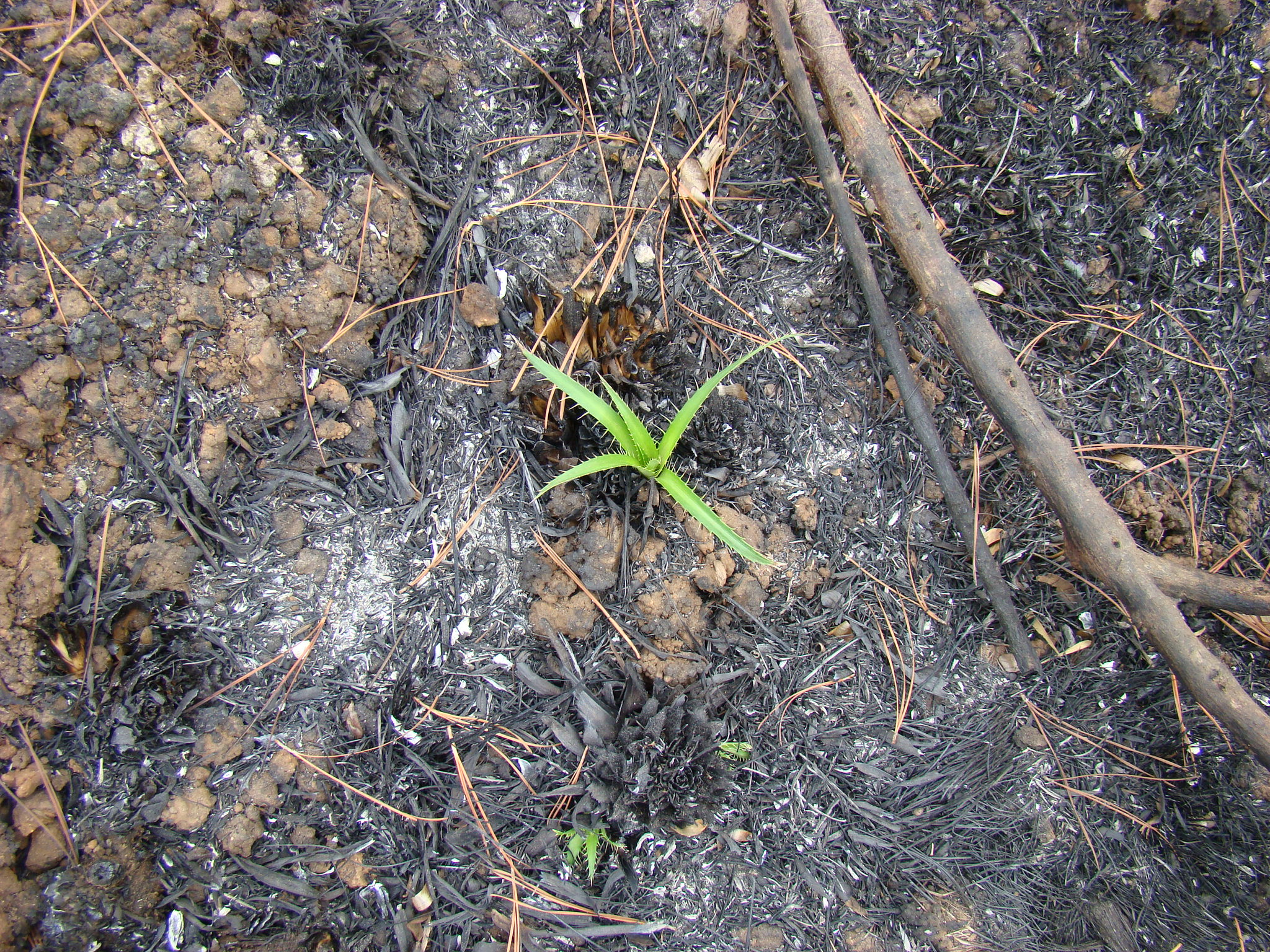